# Tela chorioidea
Tela chorioidea (auch: Tela choroidea) ist eine gefäßreiche, aus der weichen Hirnhaut (Pia mater) gebildete Bindegewebsschicht. Von dort treten kleine Gefäße ein und aus und bilden den Plexus choroideus, der den Liquor cerebrospinalis bildet.
Eine Tela chorioidea kommt in der Pars centralis und dem Cornu inferius des Seitenventrikels, im Bereich des Foramen interventriculare, im dritten (nur obere Begrenzung) und vierten Ventrikel vor.